# Comedy Central Schweiz

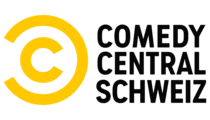
Das OnAir Comedy Central-Logo

Comedy Central Schweiz war der deutschsprachige Schweizer Ableger des US-Kabelsenders Comedy Central. Der Spartenkanal des Medienkonzerns ViacomCBS Networks International sendete Unterhaltungsprogramme mit dem Schwerpunkt Comedy.
Der Sender übernahm am 16. Mai 2011 die Sendezeit von VIVA Schweiz (20:15–05:00) auf dem gemeinsam genutzten Kanal mit Nickelodeon Schweiz (05:00–20:15). In den Kabelnetzen wurde die bisherige digitale Verbreitung von Comedy Central/Nickelodeon Deutschland eingestellt und durch VIVA Deutschland ersetzt.
Das Programm auf Comedy Central Schweiz wurde bis 31. August 2011 jeweils ab 22:10 Uhr bis in die frühen Morgenstunden mit einer Dauerwerbesendung unterbrochen, während auf Comedy Central Deutschland das reguläre Comedy-Programm lief.
Ab dem 8. September 2014 startete Comedy Central sein Programm bereits um 17:00 Uhr, in der Zeit zwischen 6:00 Uhr und 17:00 Uhr war das Programm von VIVA zu sehen. Bis 30. September 2014 erfolgte eine Simulcast-Übertragung des Programms auf der bisherigen und auf der VIVA-Frequenz. Zum 1. Oktober 2015 sendete Comedy Central von 14:00 Uhr bis 2:00 Uhr und daher 1 Stunde weniger als bisher. Zwischen 2:00 Uhr und 14:00 Uhr strahlte VIVA sein Programm aus. Ab dem 31. Dezember 2018 um 14:00 Uhr bis zum 12. Januar 2022 sendete Comedy Central Schweiz 24 Stunden am Tag. VIVA wurde eingestellt.
Zuletzt sendete der Sender nur noch über Satellit, die Ausstrahlung über den Verbreitungsweg stellte Viacom zum 12. Januar 2022 ein, womit der Sender ebenfalls eingestellt wurde. In der Schweiz ist weiterhin der deutsche Schwestersender empfangbar.

## Sendezeiten
|                                           | 06:00               | 14:00               | 17:00               | 20:15          | 02:00          | 05:00               |
| ----------------------------------------- | ------------------- | ------------------- | ------------------- | -------------- | -------------- | ------------------- |
| 16. Mai 2011 bis 30. September 2014       | Nickelodeon Schweiz | Nickelodeon Schweiz | Nickelodeon Schweiz | Comedy Central | Comedy Central | Nickelodeon Schweiz |
| 8. September 2014 bis 30. September 2015  | VIVA Schweiz        | VIVA Schweiz        | Comedy Central      | Comedy Central | Comedy Central | Comedy Central      |
| Vom 1. Oktober 2015 bis 31. Dezember 2018 | VIVA Schweiz        | Comedy Central      | Comedy Central      | Comedy Central | VIVA Schweiz   | VIVA Schweiz        |
| Vom 1. Januar 2019 bis 12. Januar 2022    | Comedy Central      | Comedy Central      | Comedy Central      | Comedy Central | Comedy Central | Comedy Central      |

## Sendungen
- Siehe auch: Liste der Comedy-Central-Sendungen

## Design
Ab dem 16. Mai 2011 präsentierte sich Comedy Central in einer 3D-Glas-Welt-Optik. Das Cornerlogo war transparent und befand sich in der linken oberen Ecke.
Ab dem 1. Oktober 2011 sendete auch Comedy Central Schweiz mit dem neuen international verwendeten Design. Wie schon vorher bei Nickelodeon und MTV vollzogen, wird nun auch für Comedy Central weltweit ein identisches Design eingeführt. Das Design war in 2D und soll jünger wirken. Mit dem neuen Design erhielt der Sender auch ein neues Cornerlogo. Das Logo wurde neben den USA u. a. auch schon in Polen, Ungarn und Schweden verwendet. Die Niederlande erhielten, wie Deutschland, Österreich und die Schweiz, das neue Design zum 1. Oktober.
Ab dem 1. September 2014 sendete man bei Comedy Central mit neuem Design. Dabei wurde das Design von 2011 grundlegend überarbeitet, das Logo bleibt als solches aber vorhanden. Zum gleichen Zeitpunkt begann man mit einer Einblende (rechts oben in der Ecke) über den Umzug auf die VIVA-Frequenz hinzuweisen. Das letzte Design erhielt der Sender zum 1. Januar 2019, dabei wurde auch das Logo ausgetauscht.

### Senderlogos von Comedy Central HD

Ehemaliges Logo von Comedy Central Schweiz HD
Das neue Comedy Central Logo seit 1. Januar 2019
Das neue Comedy Central HD Logo seit 1. Januar 2019